# Issouf Paro
Issouf Paro (ur. 16 października 1994 w Bobo-Dioulasso) – burkiński piłkarz występujący na pozycji obrońcy w Chamois Niortais FC i reprezentacji Burkiny Faso.
W reprezentacji Burkiny Faso zadebiutował 12 maja 2015 w zremisowanym 0:0 meczu z Kazachstanem. Znalazł się w kadrze na Puchar Narodów Afryki 2017.